# Lusse
Lusse je francouzská obec v departementu Vosges, v regionu Grand Est.

## Geografie
Obcí protéká říčka Le Bleu.

## Historie
Obec byla založena mnichy ze Sain-Dié pod názvem Lucila. Během obou světových válek byla okupována. Na území obce se nacházení důkazy o dávné těžbě zlata.

## Památky
- kostel sv. Jana Křtitele
- ruiny zámku zničeného požárem v 19. století

## Vývoj počtu obyvatel
Počet obyvatel

## Ekonomika
Kromě hřebčína a pily se v blízkosti nachází tunel Maurice-Lemaire, původně železniční tunel, od roku 1976 silniční, který v délce 6,8 km protíná pohoří Vogézy.